# Омениху, Чарльз
Чарльз Омениху (англ. Charles Omenihu, 20 августа 1997, Хьюстон, Техас) — профессиональный американский футболист, выступающий на позиции дифенсив энда в клубе НФЛ «Сан-Франциско Форти Найнерс». На студенческом уровне играл за команду Техасского университета. На драфте НФЛ 2019 года был выбран в пятом раунде.

## Биография
Чарльз Омениху родился 20 августа 1997 года в Хьюстоне. Через год семья переехала в Даллас, где он вырос. Омениху учился в старшей школе Роулетта, одного из пригородов Далласа. В последнем сезоне в составе школьной команды Омениху сделал 61 захват и 11,5 сэков, участвовал в Матче всех звёзд школьного футбола. По оценкам специализированных сайтов Scout, 247Sports и Rivals.com он входил в число лучших ди-эндов слабой стороны в стране. В феврале 2014 года он объявил, что продолжит обучение и карьеру в Техасском университете.

### Любительская карьера
В чемпионате NCAA Омениху дебютировал в сезоне 2015 года. Он сыграл в двенадцати матчах команды, выходя на замену, сделал 17 захватов, в том числе один с потерей ярдов. В 2016 году семь из двенадцати игр он начал в стартовом составе команды. В матче первой игровой недели сделал первый сэк в своей карьере.
В 2017 году Омениху принял участие в тринадцати играх Техас Лонгхорнс и стал одним из лучших в команде по количеству сэков и атак на квотербека. В последнем сезоне в колледже он сыграл в четырнадцати матчах, вместе с командой стал победителем Шугар Боула, играл в финале турнира конференции Big-12. По итогам года Омениху претендовал на награду Игроку года в защите, был признан лучшим линейным защиты конференции и вошёл в состав её символической сборной. После завершения сезона он принял участие в Сениор Боуле, матче всех звёзд выпускников университетов.

#### Статистика выступлений в NCAA
| Сезон | Команда         | Игры | Захваты | Захваты | Захваты | Захваты | Захваты | Перехваты | Перехваты | Перехваты | Перехваты | Перехваты | Фамблы | Фамблы | Фамблы | Фамблы |
| Сезон | Команда         | Игры | Solo    | Ast     | Tot     | Loss    | Sk      | Int       | Yds       | Y/R       | TD        | PD        | FR     | Yds    | TD     | FF     |
| ----- | --------------- | ---- | ------- | ------- | ------- | ------- | ------- | --------- | --------- | --------- | --------- | --------- | ------ | ------ | ------ | ------ |
| 2015  | Техас Лонгхорнс | 12   | 15      | 2       | 17      | 1,0     | 0       | 0         | 0         | 0         | 0         | 0         | 1      | 0      | 0      | 1      |
| 2016  | Техас Лонгхорнс | 12   | 17      | 9       | 26      | 4,0     | 3,0     | 0         | 0         | 0,0       | 0         | 0         | 0      | 0      | 0      | 0      |
| 2017  | Техас Лонгхорнс | 13   | 20      | 7       | 27      | 7,0     | 4,0     | 0         | 0         | 0,0       | 0         | 0         | 0      | 0      | 0      | 2      |
| 2018  | Техас Лонгхорнс | 14   | 33      | 12      | 45      | 18,0    | 9,5     | 0         | 0         | 0,0       | 0         | 1         | 1      | 0      | 0      | 1      |
| Всего | Всего           | 51   | 85      | 30      | 115     | 30,0    | 16,5    | 0         | 0         | 0,0       | 0         | 1         | 2      | 0      | 0      | 4      |

### Профессиональная карьера
По мнению аналитика Bleacher Report Мэтта Миллера перспективы Омениху в НФЛ были неоднозначны из-за его физических данных: габаритов игрока было недостаточно для игры крайним линейным в схеме защиты 3—4, а для эдж-рашера он, наоборот, был слишком крупным. Его сильными сторонами Миллер называл хорошие данные для игры в схемах как с тремя, так и с четырьмя линейными, скорость и силу, позволяющие атаковать внутреннюю зону, длину рук и атлетизм. К недостаткам Омениху он относил недостаток подвижности, технические ошибки, позволявшие блокирующим переигрывать его, невысокую эффективность в игровых ситуациях, не требующих атаки на квотербека соперника.
«Хьюстон Тексанс» выбрали Омениху в пятом раунде драфта. В регулярном чемпионате 2019 года он сыграл в четырнадцати матчах команды, сделав тринадцать захватов и три сэка. В 2020 году он провёл пятнадцать матчей регулярного чемпионата и сделал четыре сэка, став вторым в команде по этому показателю. Главной его слабостью стала игра против выноса, сайт Pro Football Focus оценил этот аспекти игры Омениху в 41,5 балл. Несмотря на это, в последующее межсезонье он назывался в числе возможных кандидатов на замену покинувшему клуб Джей Джею Уотту. В чемпионате 2021 года он сыграл за «Тексанс» шесть игр, получив от Pro Football Focus общую оценку 67,5 баллов, но эффективно проявив себя в пас-раше, за который ему поставили 80,3 баллов. В ноябре клуб обменял Омениху в «Сан-Франциско Форти Найнерс» на выбор в шестом раунде драфта 2023 года. После перехода он сыграл ещё в девяти матчах и помог команде выйти в плей-офф. В игре раунда уайлд-кард против «Далласа» он сделал 1,5 сэка. Подводя итоги сезона, газета The Mercury News назвала Омениху лучшим приобретением «Сан-Франциско» в 2021 году.

#### Статистика выступлений в НФЛ

##### Регулярный чемпионат
| Сезон | Команда                     | Игры | Захваты | Захваты | Захваты | Захваты | Захваты | Перехваты | Перехваты | Перехваты | Перехваты | Перехваты | Фамблы | Фамблы | Фамблы | Фамблы |
| Сезон | Команда                     | Игры | Solo    | Ast     | Tot     | Loss    | Sk      | Int       | Yds       | Y/R       | TD        | PD        | FR     | Yds    | TD     | FF     |
| ----- | --------------------------- | ---- | ------- | ------- | ------- | ------- | ------- | --------- | --------- | --------- | --------- | --------- | ------ | ------ | ------ | ------ |
| 2019  | Хьюстон Тексанс             | 14   | 8       | 5       | 13      | 2       | 3,0     | 0         | 0         | 0,0       | 0         | 2         | 0      | 0      | 0      | 2      |
| 2020  | Хьюстон Тексанс             | 15   | 11      | 6       | 17      | 5       | 4,0     | 0         | 0         | 0,0       | 0         | 2         | 0      | 0      | 0      | 0      |
| 2021  | Хьюстон Тексанс             | 6    | 8       | 3       | 11      | 1       | 0,0     | 0         | 0         | 0,0       | 0         | 0         | 0      | 0      | 0      | 0      |
| 2021  | Сан-Франциско Форти Найнерс | 9    | 6       | 0       | 6       | 0       | 0,0     | 0         | 0         | 0,0       | 0         | 1         | 0      | 0      | 0      | 0      |
| Всего | Всего                       | 44   | 33      | 14      | 47      | 8       | 7,0     | 0         | 0         | 0,0       | 0         | 5         | 0      | 0      | 0      | 2      |

##### Плей-офф
| Сезон | Команда                     | Игры | Захваты | Захваты | Захваты | Захваты | Захваты | Перехваты | Перехваты | Перехваты | Перехваты | Перехваты | Фамблы | Фамблы | Фамблы | Фамблы |
| Сезон | Команда                     | Игры | Solo    | Ast     | Tot     | Loss    | Sk      | Int       | Yds       | Y/R       | TD        | PD        | FR     | Yds    | TD     | FF     |
| ----- | --------------------------- | ---- | ------- | ------- | ------- | ------- | ------- | --------- | --------- | --------- | --------- | --------- | ------ | ------ | ------ | ------ |
| 2019  | Хьюстон Тексанс             | 2    | 0       | 1       | 1       | 0       | 0,0     | 0         | 0         | 0,0       | 0         | 0         | 0      | 0      | 0      | 0      |
| 2021  | Сан-Франциско Форти Найнерс | 3    | 2       | 2       | 4       | 1       | 1,5     | 0         | 0         | 0,0       | 0         | 0         | 0      | 0      | 1      | 0      |
| Всего | Всего                       | 5    | 2       | 3       | 5       | 1       | 1,5     | 0         | 0         | 0,0       | 0         | 0         | 0      | 0      | 0      | 1      |